# حبيل القيم (عبس)

تعديل مصدري - تعديل

حبيل القيم هي إحدى قرى عزلة الوسط بمديرية عبس التابعة لمحافظة حجة، بلغ تعداد سكانها 478 نسمة حسب تعداد اليمن لعام 2004.